# Rosenhügel
Rosenhügel är en kulle i Österrike.   Den ligger i  förbundslandet Wien, i den östra delen av landet, 9 km sydväst om huvudstaden Wien. Toppen på Rosenhügel är 241 meter över havet.
Terrängen runt Rosenhügel är kuperad västerut, men österut är den platt. Terrängen runt Rosenhügel sluttar österut. Runt Rosenhügel är det mycket tätbefolkat, med 3 134 invånare per kvadratkilometer.. Närmaste större samhälle är Wien, 8,6 km nordost om Rosenhügel. 
Runt Rosenhügel är det i huvudsak tätbebyggt.